# Карлетон, Джиллиан
Джиллиан Карлетон (англ. Gillian Carleton, род. 3 декабря 1989 года в Скарборо) — канадская трековая и шоссейная велогонщица. Карлтон завоевала бронзовую медаль на летних Олимпийских играх 2012 года в Лондоне в женской командной гонке преследования в составе команды с Тарой Уиттен и Ясмин Глессер. В рамках подготовки к Олимпиаде в феврале 2012 года она заняла второе место в командной гонке преследования по велоспорту на треке на чемпионате мира в Лондоне.

## Спортивные достижения

### Олимпиада Лондон 2012
- Бронзовая медаль в командном преследовании (с Тарой Уиттен и Ясмин Глессер).

### Чемпионат мира
- Мельбурн 2012
  - Бронзовая медаль в командной гонке преследования (с Тарой Уиттен и Ясмин Глессер).
- Минск 2013.
  - Бронзовая медаль в командной гонке преследования.

### Кубок мира
- 2012—2013
  - 1 — е место в командной гонке преследования в Агуаскальентесе (с Ясмин Глессер и Стефани Roorda).
- 2013-2014
  - 2-е место в командной гонке преследования в Манчестере.
  - 2-е место в командной гонке преследования в Агуаскальентесе.
  - 2-е место в Манчестере.

### Панамериканский чемпионат
- Агуаскальентес 2014
  - Золотая медаль.
  - 5-е место в командной гонке преследования (с Jasmin Glaesser, Эллисон Беверидж и Кирсти Лей)[2].